# 太田信一郎
太田 信一郎（おおた しんいちろう、1946年（昭和21年）5月13日 - ）は、日本の通商産業省官僚。
東京大学法学部卒業後、通商産業省入省。環境立地局長、機械情報産業局長、商務情報政策局長を経て、2002年（平成14年）特許庁長官。電源開発副社長を経て、スペースワン社長。東京都出身。

## 略歴
- 麻布高校卒業
- 1968年（昭和43年） 国家公務員採用上級甲種試験（法律）合格
- 1969年（昭和44年）6月 東京大学法学部卒業
- 1969年（昭和44年）7月 通商産業省入省（重工業局電子政策課[3]）
- 1974年（昭和49年）2月 通商産業省産業政策局総務課総括係長[3]
- 1975年（昭和50年）7月 資源エネルギー庁石油部流通課総括班長[3]
- 1976年（昭和51年）12月 通商産業省機械情報産業局車両課総括班長[3]
- 1978年（昭和53年）7月 通商産業省貿易局総務課振興事業班長[3]
- 1980年（昭和55年）6月 資源エネルギー庁公益事業部計画課総括班長[3]
- 1981年（昭和56年）5月 通商産業大臣官房総務課長補佐
- 1983年（昭和58年）6月1日 工業技術院総務部研究開発官（総合研究担当）
- 1984年（昭和59年）2月 通商産業大臣官房企画調査官
- 1984年（昭和59年）5月 外務省在連合王国日本国大使館一等書記官
- 1986年（昭和61年）1月 外務省在連合王国日本国大使館参事官
- 1987年（昭和62年）6月23日 通商産業大臣官房広報課長
- 1988年（昭和63年）
  - 6月14日 通商産業省機械情報産業局航空機武器課長
  - 6月21日 内閣官房内閣安全保障室内閣審議官併任
- 1990年（平成2年）6月29日 中小企業庁計画部計画課長
- 1990年（平成2年）7月10日 内閣官房内閣安全保障室内閣審議官併任解除
- 1992年（平成4年）6月23日 通商産業省立地公害局総務課長
- 1993年（平成5年）6月25日 通商産業大臣官房秘書課長併任通商産業研究所研修部長
- 1994年（平成6年）12月28日 通商産業大臣官房審議官（環境立地局担当）併任大臣官房秘書課長
- 1995年（平成7年）6月21日 資源エネルギー庁公益事業部長
- 1996年（平成8年）6月 資源エネルギー庁次長
- 1998年（平成10年）6月 通商産業省環境立地局長
- 1999年（平成11年）9月3日 通商産業省機械情報産業局長
- 2000年（平成12年）8月7日 内閣官房内閣内政審議室情報通信技術（IT）担当室内閣審議官併任
- 2001年（平成13年）1月6日 経済産業省商務情報政策局長
- 2002年（平成14年）7月 特許庁長官[1][4]
- 2003年（平成15年）7月11日 退官
- 2003年（平成15年）9月 株式会社損害保険ジャパン顧問[4]
- 2005年（平成17年）6月 電源開発株式会社代表取締役副社長[4]
- 2013年（平成25年）6月 電源開発株式会社顧問[4]
- 2016年（平成28年）6月 株式会社SUMCO取締役（監査等委員）[5]
- 2017年（平成29年）4月 瑞宝重光章受章[6][7]
- 2017年（平成29年）8月 新世代小型ロケット開発企画株式会社代表取締役社長[5]
- 2018年（平成30年）6月  電源開発株式会社特別参与[5]
- 2022年（令和4年）3月 スペースワン株式会社特別顧問[5]